# Флобек
Флобек (на френски: Flobecq) е селище в Югозападна Белгия, окръг Ат на провинция Ено. Населението му е около 3300 души (2006).